# Michał Gałkiewicz

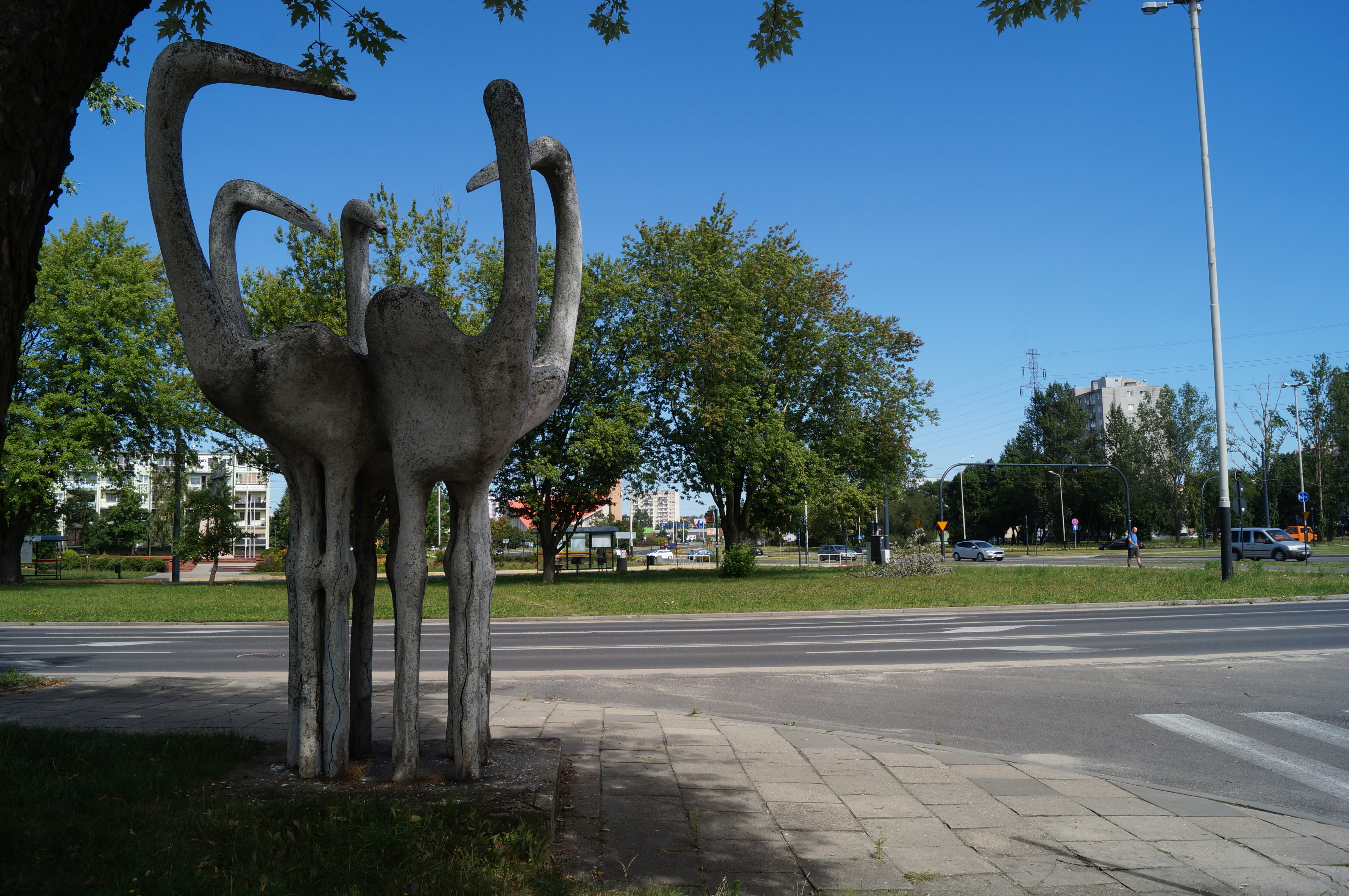
Rzeźba „Bociany” w Łodzi

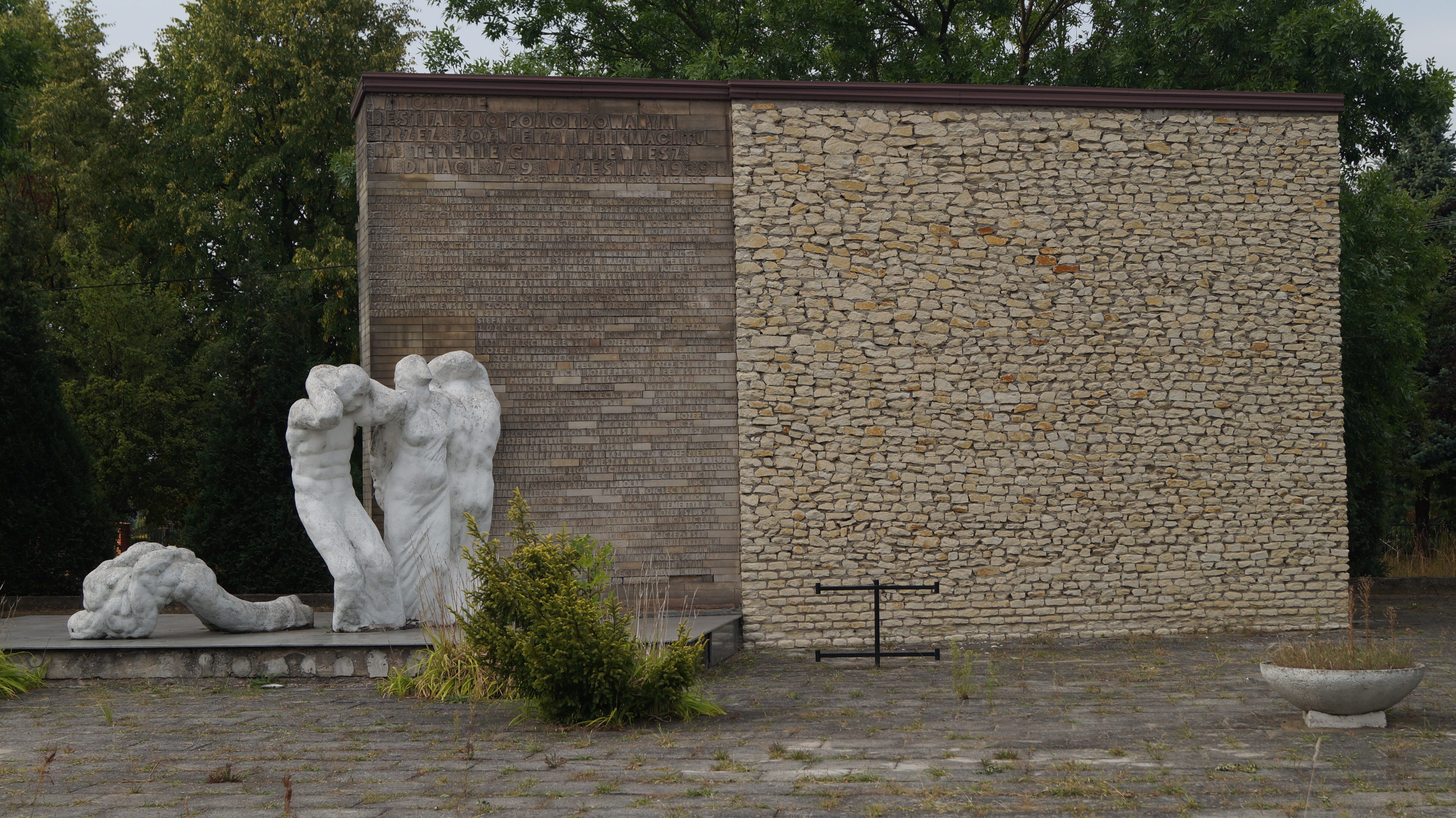
„Pomnik pomordowanych przez Wehrmacht” w Niewieszu

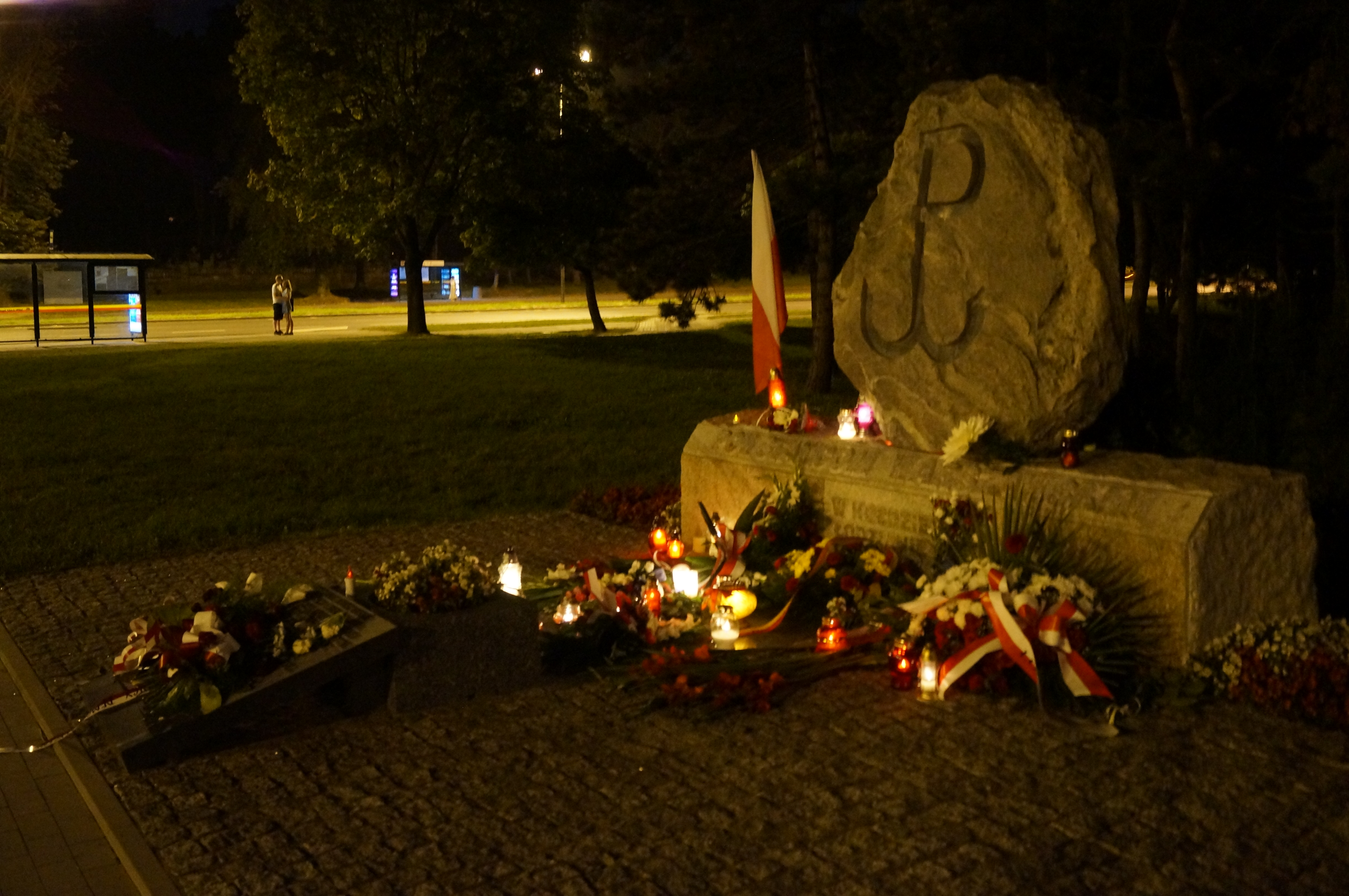
Pomnik Powstańców Warszawskich w Łodzi

Michał Gałkiewicz (ur. 25 maja 1932 w Zgierzu, zm. 12 lutego 2020 w Łodzi) – polski rzeźbiarz, rysownik, wykładowca akademicki oraz działacz Związku Polskich Artystów Plastyków.

## Życiorys
W latach 1951–1956 studiował w Państwowej Wyższej Szkole Sztuk Plastycznych w Łodzi, dyplom uzyskał w 1959 roku. W latach 1974–1980 był komisarzem Łódzkiej Galerii Rzeźby. W latach 1962–1968 wykładał w PWSSP w Łodzi. Od 1987 roku był kierownikiem Pracowni Rzeźby Akademii Sztuk Pięknych w Łodzi.
Tworzył rzeźby kameralne, monumentalne, architektoniczne, pracował w drewnie, kamieniu, betonie, ceramice i metalu. Był laureatem wielu nagród i wyróżnień na wystawach i konkursach ogólnopolskich. Prace Michała Gałkiewicza znajdują się w muzeach krajowych i zagranicznych. Był wielokrotnie odznaczany za działalność artystyczną, pedagogiczną i społeczną, m.in. w 2014 brązowym medalem „Zasłużony Kulturze Gloria Artis”.

## Prace (lista niepełna)
źródło
Pomniki i rzeźby parkowe
1. Kochankowie, beton, park im. Legionów, ul. Pabianicka 2, Łódź
2. Synogarlice, sztuczny kamień, ul. Tatrzańska 31/35, Łódź
3. Niemowlę, technika własna, skwer przy ul. Tatrzańskiej 42/44, Łódź
4. Bociany, sztuczny kamień, zbieg ul. Bratysławskiej i al. ks. kard. Stefana Wyszyńskiego, Łódź
5. Macierzyństwo, sztuczny kamień, zbieg ul. Przełajowej i al. ks. kard. Stefana Wyszyńskiego, Łódź
6. Kłębek, beton, przed budynkiem dawnych Zakładów Przemysłu Włókienniczego POLANIL, ul. Jarosława Dąbrowskiego 225/243, Łódź
7. Popiersie Stefana Skrzywana, brąz, patio siedziby Zakładu Wodociągów i Kanalizacji, Wierzbowa 52, Łódź
8. Pomnik Powstańców Warszawskich, granit, Skwer Powstańców Warszawskich, zbieg al. Grzegorza Palki i ul. Wojska Polskiego, Łódź
9. Pomnik pomordowanych przez Wehrmacht, wapień i sztuczny kamień, Niewiesz
10. Gołąb, technika własna, plac Lotników, Szczecin
11. Pomnik z gwiazdą, beton, Cmentarz Żołnierzy Radzieckich, ul. Rakowska, Piotrków Trybunalski
12. Pływaczki, technika własna, przed Miejskim Ośrodkiem Sportu i Rekreacji, ul. gen. Stefana Grota Roweckiego 3, Pabianice
13. Maria Konopnicka, piaskowiec, przed Gimnazjum nr 1 im. Jana Pawła I, ul. Lotnicza 1, Ozorków
14. Głowa kobiety, granit, park obok Grand Hotelu, Sopot
15. Popiersie Stanisława Staszica, piaskowiec, w budynku ZSO im. Stanisława Staszica, ul. 3 Maja 41, Zgierz
16. Portret Bolesława Prusa, marmur, w budynku Miejskiej Biblioteki Publicznej im. B. Prusa, ul. Łódzka 5, Zgierz
17. Interpretacja Krzyża, Plac Stu Straconych, technika własna, zbieg ulic Piątkowskiej i Józefa Piłsudskiego, Zgierz
18. Jan Pietrusiński, czerwony piaskowiec, Zgierz

Płaskorzeźby dekoracyjne we wnętrzach, kowalstwo artystyczne
1. Kompozycja figuralna, gips patynowany, w budynku Szkoły Podstawowej nr 1, ul. Józefa Piłsudskiego 1, Zgierz
2. Rzeźby portretowe przyścienne (Jana Pawła II, Pawła VI, bp. Józefa Rozwadowskiego, o. Jana Wszędyrównego), beton, Kościół Matki Boskiej Bolesnej, al. Pasjonistów 23, Łódź
3. Trzy kompozycje ścienne, ceramika, biskwit, miedź, w budynku dawnych Zakładów Przemysłu Włókienniczego POLANIL, ul. Jarosława Dąbrowskiego 225/243, Łódź
4. Płaskorzeźba ścienna, ceramika szkliwiona (hol), Miejski Ośrodek Sportu i Rekreacji, ul. gen. Stefana Grota Roweckiego 3, Pabianice
5. Kompozycja ścienna, ceramika szkliwiona (wnętrze basenu), Miejski Ośrodek Sportu i Rekreacji, ul. gen. Stefana Grota Roweckiego 3, Pabianice
6. Do słońca, płaskorzeźba, technika własna, Hala Widowiskowo-Sportowa, ul. 1 Maja, Bełchatów
7. Płaskorzeźba ścienna, stal kuta, wnętrze dawnego biura Sports-Tourist, ul. Piotrkowska, Łódź
8. Kraty ozdobne i brama z motywem orła, Muzeum w Polichnie, ul. 3 Lutego 54, Polichno
9. Urny z ziemią z miejsc bitew oraz etalaż z hełmów, Muzeum Bitwy nad Bzurą, al. Mniewskich 1, Kutno
10. Furta i brama wjazdowa, Cmentarz Żołnierzy Radzieckich, ul. Rakowska, Piotrków Trybunalski
11. Kraty ozdobne, Muzeum Tradycji Niepodległościowych, ul. Gdańska 13, Łódź
12. Kompozycje kowalskie w oknach, Restauracja SIM, ul. Legionów 2, Łódź

Formy oświetleniowe – żyrandole
1. Żyrandole stylowe, Urząd Miasta Łodzi, ul. Piotrkowska 104, Łódź
2. Żyrandole stylowe, kinkiety do wnętrz secesyjnych, Galeria Willa, ul. Wólczańska 31/33, Łódź
3. Żyrandole i kinkiety do wnętrz eklektycznych (sala teatralna, wnętrza rekreacyjne), Muzeum Miasta Łodzi, ul. Ogrodowa 15, Łódź
4. Żyrandole stylowe, dawny rektorat Politechniki Łódzkiej, ul. Stefana Żeromskiego 116, Łódź
5. Żyrandole i kinkiety, Teatr Pinokio, ul. Mikołaja Kopernika 16, Łódź
6. Żyrandole stylowe, Urząd Stanu Cywilnego, ul. 1 Maja 5, Zgierz
7. Żyrandole stylowe, b. Urząd Stanu Cywilnego Łódź-Bałuty, ul. Zgierska 71, Łódź, przekazane do Muzeum Miasta Łodzi[6]

Projekt i wykonanie prac rzeźbiarskich nagrobków
1. Pomnik nagrobny Stanisława Kryma (zielarz), miedź trybowana – Cmentarz św. Rocha w Łodzi
2. Pomnik nagrobny Ewy Gałkiewicz (mikrobiolog), granit – Stary Cmentarz w Łodzi
3. Pomnik nagrobny Józef Skrobiński (malarz), sjenit – Stary Cmentarz w Łodzi
4. Pomnik nagrobny Benona Liberskiego (malarz), granit – Cmentarz Doły w Łodzi
5. Pomnik nagrobny Bolesława Kardaszewskiego (architekt), granit – Cmentarz Doły w Łodzi
6. Pomnik nagrobny Jacka Bigoszewskiego (malarz), granit – Cmentarz Doły w Łodzi

Trofea i medale
1. Medal na 10-lecie Związku Artystów Plastyków
2. Medale i trofea do pięciu edycji Międzynarodowego Triennale Tkaniny, Centralne Muzeum Włókiennictwa w Łodzi
3. Trofea doktoratów honoris causa Szkoły Filmowej w Łodzi (Wojciech J. Has, Roman Polański, Jerzy Kawalerowicz, Andrzej Wajda)

Aranżacje plastyczne i rozwiązania rzeźbiarsko-architektoniczne
1. Restauracja Pod Szewczykiem, ul. Kilińskiego 15, Łódź
2. Restauracja Ludowa, ul. Piotrkowska 19, Łódź
3. Projekty rzeźbiarsko-architektoniczne (wraz ze Stanisławem Żałobnym), Cmentarz Żołnierzy Radzieckich, ul. Rakowska, Piotrków Trybunalski
4. Projekty rzeźbiarsko-architektoniczne terenu przed Cementownią Przyjaźni, Wierzbica
5. Aranżacja pięciu edycji Międzynarodowego Triennale Tkaniny, Centralne Muzeum Włókiennictwa, Łódź